# Paul Engelmann

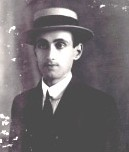
Paul Engelmann

Paul Engelmann (geboren 14. Juni 1891 in Olmütz, Österreich-Ungarn; gestorben 5. Februar 1965 in Tel Aviv-Jaffa) war ein mährisch-israelischer Architekt und Möbeldesigner. Seine international bekannteste Arbeit ist das gemeinsam mit dem Philosophen Ludwig Wittgenstein entworfene Haus Wittgenstein in Wien.

## Leben
Engelmann maturierte am Realgymnasium in Olmütz, studierte zwei Jahre an der Technischen Hochschule in Wien, wurde 1912–1914 Schüler und später Mitarbeiter von Adolf Loos. Nach dem Zusammenbruch der Donaumonarchie nahm Engelmann die tschechoslowakische Staatsbürgerschaft an und lebte bis zu seiner Emigration nach Palästina vorwiegend in seiner Geburtsstadt Olmütz. Mit seinem Bruder Peter Engelmann, einem Zeichner, befasste er sich mit theoretischen Fragen der Karikatur (seine Schwester Anny Engelmann war Buchillustratorin).

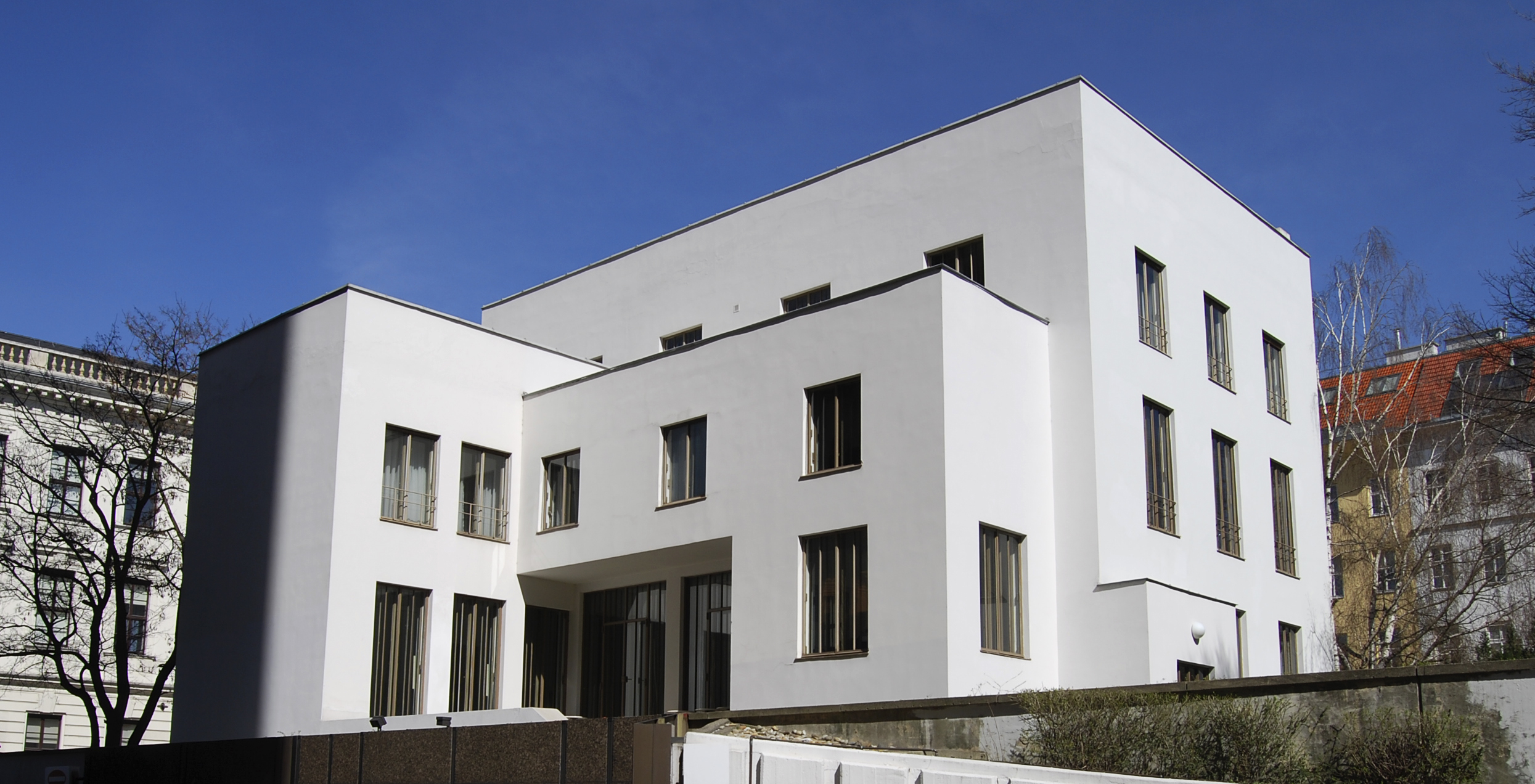
Das Haus Wittgenstein in Wien

Engelmann hatte intensiven Kontakt zu Ludwig Wittgenstein, für dessen Schwester Margarethe Stonborough-Wittgenstein er gemeinsam mit dem Philosophen das Haus Wittgenstein entwarf, und zu Karl Kraus. Die Fackel publizierte 1911 sein Lobgedicht auf das Looshaus am Michaelerplatz. 1934 emigrierte er nach Tel Aviv, wo er Möbel entwarf und Wohnungen umbaute, etwa die von Max Zweig. Engelmann war auch als Herausgeber einer Anthologie deutscher Lyrik und als Zeitschriftenredakteur tätig.
Im Jahr 2003 wurde in Wien-Donaustadt (22. Bezirk) der Paul-Engelmann-Weg nach ihm benannt.

## Bauten
- 1926–1928: Haus Wittgenstein, Wien

## Schriften
- Baubeschreibung des Gymnasiums, 1904(Digitalisat)